# Casper Steyn
Casper Steyn (Vanderbijlpark, 13 settembre 1973) è un allenatore ed ex giocatore sudafricano di rugby a 15, attivo in carriera agonistica principalmente nel ruolo di mediano d'apertura.

## Biografia
Nativo di Vanderbijlpark, cittadina gravitante nell'area di Pretoria, iniziò a giocare nel club provinciale di tale città, i Blue Bulls, con i quali vinse nel 1998 la Currie Cup stabilendo anche il record, tuttora insuperato, di punti marcati in una singola edizione di tale torneo.
Dal 1997 era già professionista anche nella franchise di Super 12 dei Bulls, con i quali militò cinque stagioni realizzando 815 punti.
Nel 2001 fu in Italia al Viadana, squadra alla conquista del cui primo scudetto contribuì proprio nella stagione d'esordio.
In cinque anni complessivi nella squadra del Mantovano conquistò, oltre al citato scudetto, anche la Coppa Italia 2003, e nel 2005 tornò in Sudafrica nella squadra provinciale di Currie Cup dei Pumas; dopo solo una stagione, tuttavia, un infortunio al collo lo costrinse all'abbandono dell'attività nell'agosto 2006.
Dopo il ritiro intraprese l'attività di allenatore e aprì una propria scuola di rugby; nel 2010 rischiò la propria vita in un incidente stradale che lo costrinse a una lunga degenza in ospedale.
Nel 2015 fu di nuovo a Viadana come allenatore-capo e in tale incarico portò la squadra alla vittoria nel Trofeo Eccellenza 2016.
Dopo tale vittoria, è tornato in Sudafrica dove lavora come consulente finanziario.

## Palmarès

### Giocatore
- Currie Cup: 1
Blue Bulls: 1998
- Campionati italiani: 1
Viadana: 2001-02
- Coppe Italia: 1
Viadana: 2002-03

### Allenatore
- Trofei Eccellenza : 1
Viadana: 2015-16